# 支脚 (かまど)
支脚（しきゃく）は、日本列島の古代の建物（竪穴建物など）に付設されたカマド（竈）において、カマドに掛ける甕などの調理用煮沸用具を火床面より高く浮かせた状態で固定するためにカマド内部（燃焼部）に据えた道具。

## 日本列島のカマドと支脚
カマドは、日本列島には古墳時代前期末から中期初め（4世紀末から5世紀初め）ごろに朝鮮半島から伝わったと考えられており、古墳時代前期までの炉による調理法よりも熱効率が良く、5世紀から6世紀に至る間に日本列島の広範囲に爆発的に普及していった。
カマドそのものが持ち運び可能なように焼き物（土器）で造られた「移動式カマド」も存在するが、日本列島の多くの地域では、主に住居である竪穴建物の竪穴（壁）際に調理施設として付設された「造り付けカマド」が普及した。その構造は、竪穴建物の場合、竪穴部（土壁）際の床に粘土を盛り上げて土饅頭型のカマド本体を造り、前面に燃料（薪）をくべるための焚口（たきぐち）の穴、上部に煮沸具（甕）と蒸し器（甑）を掛ける掛口（かけぐち）の穴を開け、さらに奥の建物壁面を地表面まで掘り抜いて、建物外に煙を逃がすための煙道（えんどう）を設けたトンネル状のものである。
支脚は、燃焼部中央の掛口直下の位置に据えられ、焚口からくべられた薪を燃やした際に、掛口に掛けた煮沸具（甕）がその上に乗り、より高温の火炎があたることで加熱効率を高めるとともに、掛口にかかる煮沸具の重量を軽減する機能を持っていたと考えられている。
考古資料（遺物）としては、古墳時代から平安時代にかけての遺跡から出土する。円筒形の土製（焼き物）のものや長楕円形の石製（川原石）のものが多いが、土製のものでは、土器（土師器の甕など）を引っくり返したものや、鍛冶用の鞴の羽口（はぐち:送風管）を転用した事例もある。

## 人面付き支脚
支脚、または支脚と見られる土製品・石製品には、稀に人面の彫刻されたものが発見される事例がある。
千葉県印旛郡酒々井町の飯積原山遺跡（いいづみはらやまいせき）では、平安時代前期（9世紀）の竪穴建物から出土した土製支脚に眉・目・鼻の表現が線刻されていた。
また、埼玉県深谷市・熊谷市に跨がる幡羅官衙遺跡群の幡羅遺跡（深谷市）でも、竪穴建物から出土した支脚とみられる円筒形土製品に、眉・目・鼻の表現が線刻されていた。
2023年（令和5年）1月には、茨城県那珂市の下大賀遺跡の竪穴建物から、人面および胴体が線刻された石製支脚が出土した（石製では初の事例）。これらは、カマドとともに日本列島に伝わってきたかまど神信仰の表れではないかと考えられている。